# Vápenice (district d'Uherské Hradiště)
Vápenice (en allemand : Kalkhütten) est une commune du district d'Uherské Hradiště, dans la région de Zlín, en République tchèque. Sa population s'élevait à 197 habitants en 2020.

## Géographie
Vápenice se trouve à 28 km à l'est-sud-est d'Uherské Hradiště, à 34 km au sud-sud-est de Zlín, à 94 km à l'est-sud-est de Brno et à 276 km au sud-est de Prague.
La commune est limitée par Komňa au nord-ouest et au nord, par Bojkovice au nord-est, par Starý Hrozenkov à l'est, par Vyškovec au sud, et par Lopeník au sud-ouest.

## Histoire
La première mention écrite de la localité date de 1750.